# Association sportive Police (Dakar)
Pour les articles homonymes, voir AS Police.
L'Association Sportive Police est un club omnisports sénégalais basé à Dakar. Il a aussi porté le nom d'ASC Police.

## Basket-ball
L'équipe masculine de basket-ball remporte le Championnat du Sénégal à trois reprises, en 1981, 1982 et 1983.
Sur le plan continental, l'AS Police remporte la Coupe d'Afrique des clubs champions en 1983 ; elle est finaliste de la compétition en 1985.

## Football

### Palmarès
- Championnat du Sénégal
  - Champion : 1979.
- Coupe de l'UFOA
  - Vainqueur : 1979, 1980
  - Finaliste : 1981

- Coupe du Sénégal
  - Vainqueur : 1976, 1978 et 1981.
  - Finaliste : 1975, 1982 et 1983.

- Coupe de l'Assemblée Nationale
  - Vainqueur : 1979 et 1981[3].